# Kierownik
Kierownik – osoba kierująca pracą innych ludzi.
Kierownik jednostki to – według ustawy o rachunkowości – członek zarządu lub innego organu zarządzającego, a jeżeli organ jest wieloosobowy – członkowie tego organu, z wyłączeniem pełnomocników ustanowionych przez jednostkę. W przypadku spółki jawnej i spółki cywilnej za kierownika jednostki uważa się wspólników prowadzących sprawy spółki, w przypadku spółki partnerskiej – wspólników prowadzących sprawy spółki albo zarząd, a w odniesieniu do spółki komandytowej i spółki komandytowo-akcyjnej – komplementariuszy prowadzących sprawy spółki. W przypadku osoby fizycznej prowadzącej działalność gospodarczą lub osoby wykonującej wolny zawód za kierownika jednostki uważa się tę osobę. Za kierownika jednostki uważa się również likwidatora, a także syndyka lub zarządcę ustanowionego w postępowaniu restrukturyzacyjnym oraz zarządcę sukcesyjnego.